# Верхнегарасимовка
Верхнегара́симовка или Верхнегера́симовка (укр. Верхньогара́симівка) — село в Краснодонском районе Луганской области Украины. Под контролем самопровозглашённой Луганской Народной Республики. Титульный населённый пункт Верхнегарасимовского сельсовета.

## География
Расположено на правом берегу реки Большая Каменка (приток Северского Донца), при впадении в неё реки Нижнее Провалье. В окрестностях села проходит граница между Россией и Украиной. Ближайшие населённые пункты: посёлок Краснодарский, село Нижняя Гарасимовка (ниже по течению Большой Каменки) на северо-востоке, сёла Никишовка (выше по течению Нижнего Провалья) и Королёвка на юго-западе, Власовка и посёлок Изварино на западе.

## Население
Население — 286 человек (2001).

## История
В Области Войска Донского село входило в станицу Луганскую. В нём находилась Николаевская церковь. Не сохранилась.

## Транспорт
Железнодорожная станция Верхнегарасимовка (на линии Краснодон — Лихая).